# Trikitixa
La trikitixa (també coneguda com soinu txiki o trikiti) és un tipus d'acordió molt popular al País Basc.
Des dels seus orígens, la paraula trikitixa és utilitzada per referir-se a la música de ball realitzada per una parella de trikitilaris. Tradicionalment els trikitilaris eren un matrimoni de músics que es desplaçava a peu de poble en poble per oferir la seva música als balls i a les festes populars. Per tal de poder desplaçar-se utilitzaven instruments lleugers: l'home tocava l'alboka o el txistu (instruments de vent) i la dona tocava el pandero (o pandereta), cantava, i produïa irrintzis (crit característic que s'utilitza per animar). La paraula trikitixa és una onomatopeia que es refereix al so produït pel pandero (trikiti-trikiti-trikiti...). Tradicionalment s'anomenaven les parelles utilitzant primer el nom de l'home (que tocava l'alboka, el txistu o l'acordió) i després el de la dona (que tocava el pandero). Els concerts oferts per una parella de trikitilaris es coneixen al País Basc com romeries («erromeriak»).
L'arribada de l'acordió diatònic a finals del segle xix va permetre d'integrar l'instrument als duos tradicionals, substituint progressivament l'alboka i el txistu. Les parelles de trikitilaris van evolucionar, podent ésser compostes per home i dona, per dona i home, per dos (o més) homes, per dues (o més) dones, etc. La tradició d'anomenar els trikitilaris seguint la fórmula «acordionista + panderista», però, ha arribat fins als nostres dies, i encara trobem nombroses parelles de trikitilaris que l'utilitzen: «Tapia eta Leturia», «Arkaitz Allur eta Maddalen Arzallus», etc.
Avui en dia es coneix com a trikitixa l'acordió diatònic emprat al País Basc. Aquest consta de 23 botons a la mà dreta (melodia) i 12 botons a la mà esquerra (acompanyament). Té una mida més menut que l'acordió cromàtic, però una mica més gran que els acordions diatònics estàndard.
Els gèneres de música tradicionals que es toquen amb la trikitixa son els següents:
- Fandango: un tipus de jota instrumental, amb ritme 3/4, frases de 16 compassos i tocat més ràpid que un vals. Gairebé sembre va seguit d'un arin-arin.
- Arin-arin: cançó instrumental amb ritme 2/4, frases de 16 compassos, que segueix al fandango.
- Trikitixa: cançó cantada, composta per una successió de 2 frases de fandango (16+16 compassos) i una kopla, o frase cantada, de 16, 20, 24, 28 o 32 compassos. Existeixen diverses melodies típiques per a les koples, que s'enllacen a frases de fandango que el trikitilari escull. La lletra de cada kopla no és fixa, i pot adaptar-se a les circumstàncies del lloc i moment en què es toca.
- Porrusalda: similar a la trikitixa, però utilitzant el ritme de l'arin-arin.
- Kalejira: cançó de ritme 6/8 que no es balla i s'utilitza en els desplaçaments d'un lloc a l'altre.
Des dels anys 1980 altres estils de cançó s'han anat incorporant al repertori de la trikitixa: vals, pasdoble, mutkiko, rantxera, etc. Les formacions musicals que utilitzen la trikitixa també han evolucionat. Algunes han anat incorporant instruments típics de la música moderna que han donat lloc al subgènere del triki-pop (exemples: Alaitz eta Maider, Maixa ta Ixiar, Gozategi, Huntza, etc.). D'altres han incorporat varietat d'instruments de tradicions diverses, derivant cap a la world music: Kepa Junkera, Xabi Aburruzaga. Més recentment, algunes formacions de trikilaris s'han fusionat amb músics provinent de les músiques actuals (electrònica, reggaeton, etc): Esne Beltza. Cal destacar l'ús de la trikitixa, a mitjans dels anys 1990, per part del grup català Pomada, que interpretava cançó d'arrel a vegades fusionada amb estils més actuals com la rumba.

## Músics de trikitixa (trikitilariak)
- Joseba Tapia
- Xabi Aburruzaga
- Carles Belda
- Kepa Junkera
- Xabi Arakama
- Itsaso Elizagoien
- Eneko Dorronsoro
- Maixa Lizarribar
- Xabi Solano
- Alaitz Telletxea
- Josune Arakistain
- Iker Goenaga
- Asier Gozategi
- Lurdes Alkorta
- Xabi Etxaniz
- Iñaki Garmendia, Laja
- Agus Barandiaran
- Ruben Isasi
- Arkaitz Allur
- Saioa Lizarralde
- Patrik Larralde
- Edurne Iturbe
- Joseba Iparragirre